# Портретный объектив
Портре́тный объекти́в — название группы длиннофокусных объективов, специально предназначенных для портретной фотосъёмки и киносъёмки крупным планом. Для портретного объектива характерны постоянное фокусное расстояние, в фотографии примерно равное удвоенной диагонали кадра, и большая светосила. Сочетание таких параметров позволяет получать наиболее приемлемый для портрета оптический рисунок за счёт незначительных перспективных искажений и небольшой глубины резкости. Однако, главным признаком портретного объектива считается оптическая конструкция, дающая сравнительно мягкое изображение сфокусированного объекта съёмки, маскирующее дефекты кожи. Кроме специальных, для портретной съёмки пригодны обычные длиннофокусные объективы и зумы с соответствующим диапазоном фокусных расстояний, однако наилучшие результаты достигаются специально предназначенной оптикой.

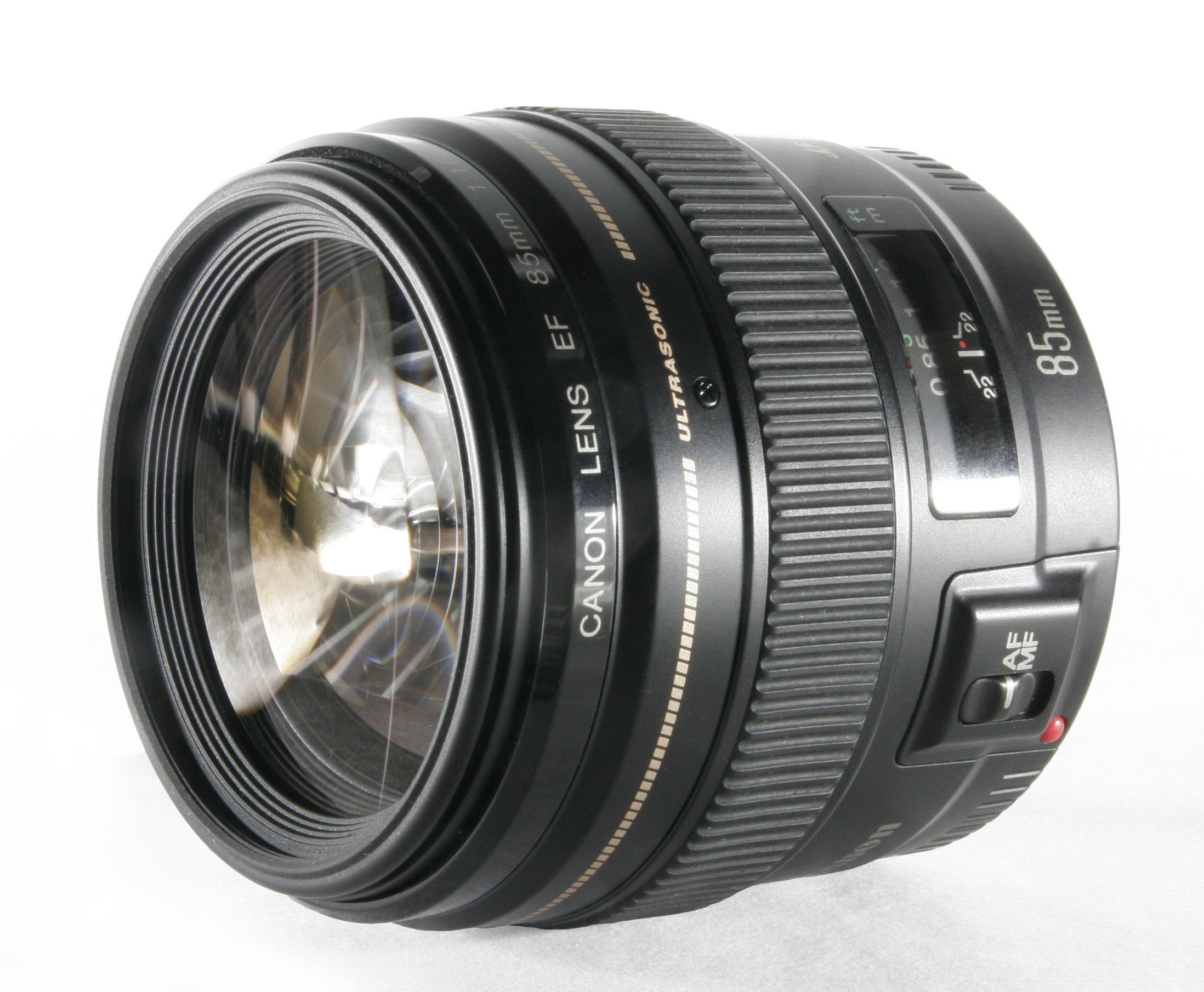
Современный портретный объектив Canon EF 85/1,8 USM

## Особенности

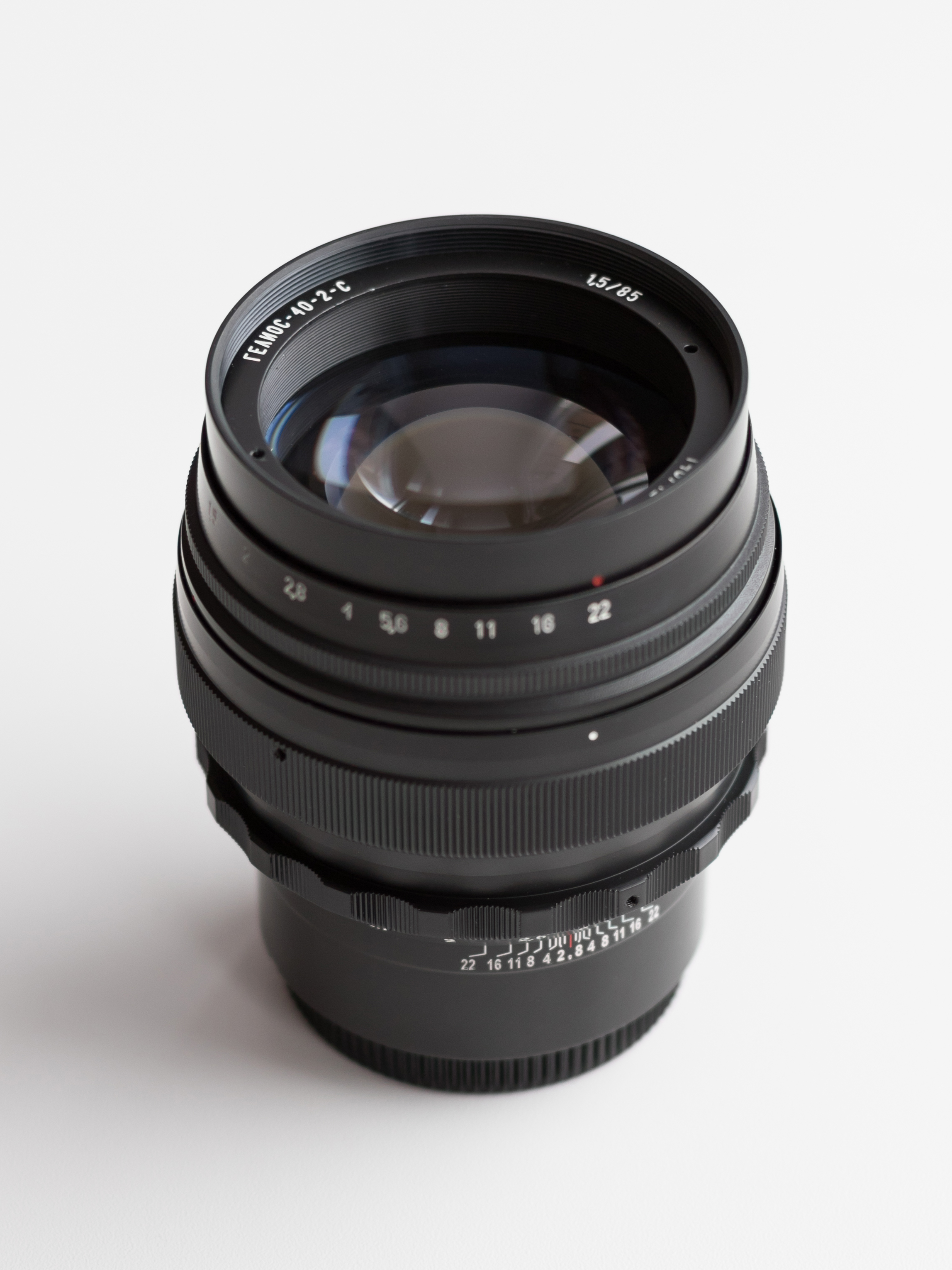
Советский портретный объектив «Гелиос-40-2» 1,5/85

Специальные портретные объективы отличаются небольшим количеством линз и границ воздух/стекло. Первым в истории фотографии портретным считается объектив Петцваля, созданный в 1840 году для дагеротипии. В 1920-х годах получили популярность портретные объективы конструкции Николы Першайд, выпускавшиеся компанией Emil Busch AG. Большую роль в развитии объективостроения сыграли «Триплет Кука» и Zeiss Planar, созданные Гарольдом Тейлором и Паулем Рудольфом в конце XIX века. Объективы Петцваля, «Триплет» и «Планар» послужили основой для большинства современных портретных анастигматов. К последним можно отнести, например Nikkor 85/1,4 и 85/1,8, Canon EF 85/1,8 USM, Minolta MAXXUM AF 85/1,4, отечественные серии «Юпитер» и «Гелиос». Среди последних разработок есть объективы (например, Canon EF 85/1,2L USM), содержащие асферические элементы, обеспечивающие рекордные значения светосилы.
Ещё одной особенностью портретных объективов считается предпочтительное устройство диафрагмы, обеспечивающей круглое сечение пучков света. Это позволяет получать наиболее качественный рисунок за счёт правильной формы отдельного кружка рассеяния. У прыгающих диафрагм современных зеркальных фотоаппаратов из-за особенностей конструкции круглое сечение отверстия достигается с трудом, и в отдельных случаях предпочтение может отдаваться объективам с классическим механизмом диафрагмы, общепринятым для дальномерных камер. Так, Красногорским механическим заводом возобновлено производство классического объектива «Гелиос-40-2» с байонетным креплением современных стандартов Nikon AI-S и Canon EF. Благодаря ручному приводу, диафрагма с предварительной установкой состоит из 10 лепестков, обеспечивая практически круглое отверстие. Такие ретро-объективы, несмотря на недостатки, популярны среди фотолюбителей, поскольку современная автофокусная оптика с аналогичными параметрами стоит на порядок дороже.
Фокусные расстояния портретных фотообъективов, рассчитанных на малоформатный кадр, обычно лежат в диапазоне 70—150 мм, в зависимости от предпочтительной крупности плана. Классическим считается фокусное расстояние 85 мм, в наибольшей мере подходящее для «поясного» портрета, и ровно вдвое превосходящее диагональ кадра. Киносъёмочные объективы, рассчитанные на «академический» кадр или формат «Супер-35», в наибольшей степени пригодны для съёмки крупных планов актёров при тех же фокусных расстояниях 70—150. Для любительских цифровых зеркальных фотоаппаратов, оснащённых матрицей APS-C портретным может считаться объектив с фокусным расстоянием 50 или 58 мм, приблизительно равным удвоенной диагонали ~27 мм. Для среднеформатных фотоаппаратов с кадром 6×6 см портретными считаются объективы с фокусным расстоянием от 150 мм до 200 мм.

## Смягчение фокуса

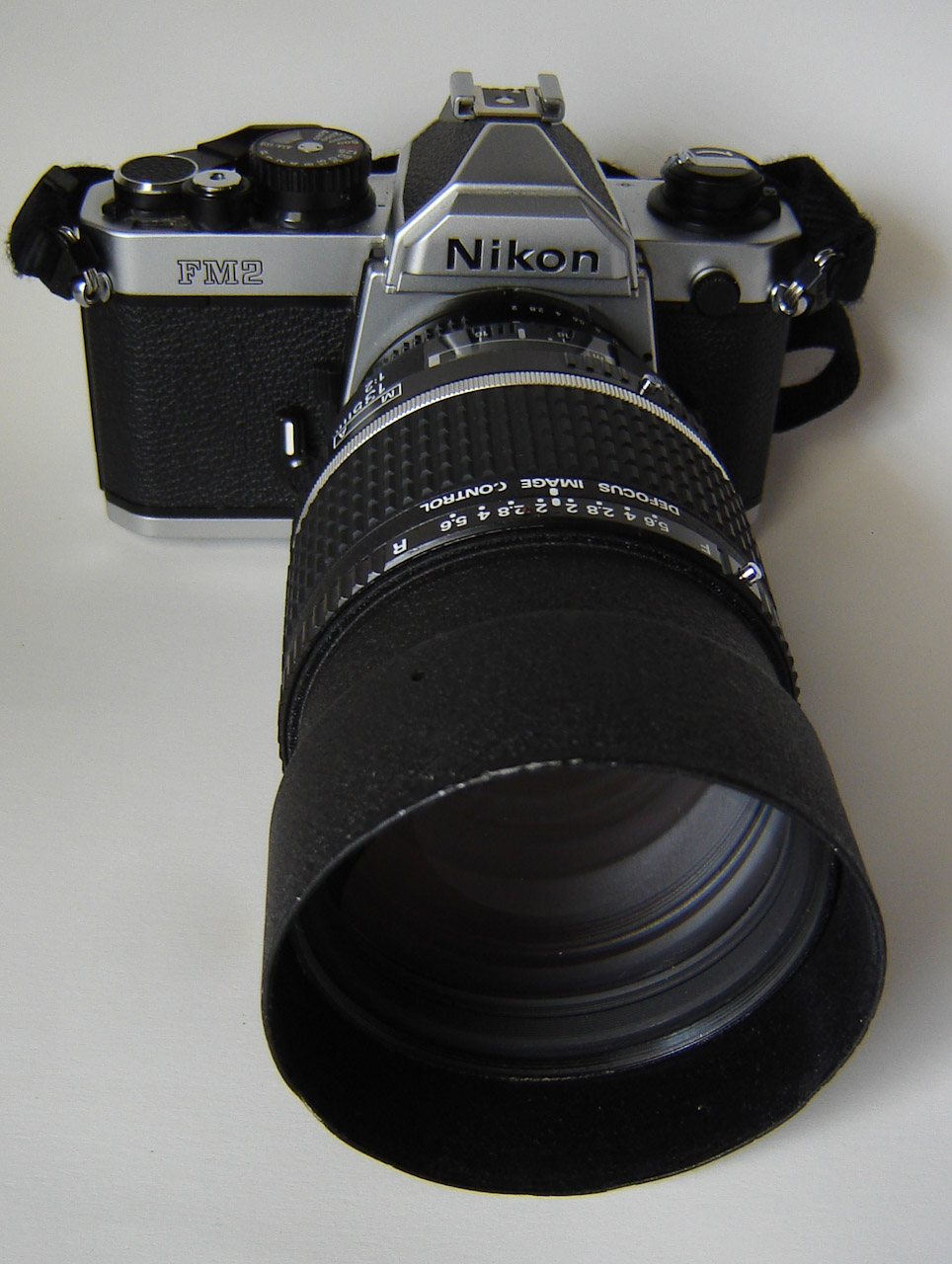
Портретный объектив «AF DC Nikkor 135/2,0» с управлением степенью размытия фона

В отличие от других объективов, портретные менее критичны к оптическому совершенству, допуская остаточные аберрации. Такие недостатки, как астигматизм, виньетирование и сферическая аберрация позволяют выделить лицо портретируемого и скрыть дефекты кожи. Поэтому в качестве портретного могут использоваться апланаты и даже простейший объектив типа «Монокль».
Некоторые портретные объективы первой половины XX века (например Cooke Portrait) предусматривали возможность регулировки мягкости изображения смещением отдельных линз или дополнительной диафрагмой (диффузером), вставляющейся между линзами. 
Другая легенда портретной оптики тех лет — Rodenstock Imagon — предусматривала сменные диафрагмы-диффузеры, вставлявшиеся в оправу в зависимости от требуемой степени размытия. Вокруг основного отверстия, расположенного в центре диафрагмы, высверливались более мелкие дополнительные, создающие характерный оптический рисунок. В середине 1930-х годов фирма Ernst Leitz также выпустила мягкорисующий портретный объектив Thambar 90 мм f/2,2 для фотоаппаратов Leica. В комплекте поставлялась прозрачная насадка с чёрным кругом диаметром 13 мм в центре. При надетом на объектив светофильтре такой конструкции из световых пучков «вырезалась» их центральная часть, дающая наиболее резкое изображение.
Современные производители (например, Nikon) вместо регулировки общей резкости используют технологию управления размытием несфокусированных частей изображения, получившую торговое название Defocus Image Control. Это достигается изменением степени сферической аберрации при помощи подвижной задней линзы, перемещаемой отдельным кольцом оправы с дополнительной шкалой, размеченной в диафрагменных числах. Объективы такой конструкции в маркировке имеют дополнительные буквы «DC» и позволяют менять характер боке перед зоной фокусировки, или позади неё. Подобной конструкцией обладает объектив Canon EF 135/2,8 Soft focus, заявленный производителем как специализированный портретный. 
Sony выпускает объектив Sony STF 135mm f/2.8 T4.5 с фирменной функцией изменения мягкости рисунка Smooth Trans Focus. Fuji также выпускает объектив с «улучшающим» боке аподизационным элементом Fujinon 50/1,2. 
В 2013 году Ломографическое общество с помощью сервиса добровольных пожертвований Kickstarter собрало 1,3 миллиона долларов на выпуск современной версии объектива New Petzval 2,2/85 для 35-мм фотокамер c байонетами Nikon и Canon EF. Конструкция была заново рассчитана российским оптиком В. Богданковым для цифровой фотоаппаратуры. Выпуск объективов налажен в 2014 году на Красногорском механическом заводе, и в настоящий момент они продаются по цене в 600 долларов. Объектив оснащается вставной диафрагмой, обеспечивающей идеально круглое сечение световых пучков.

## Примеры объективов

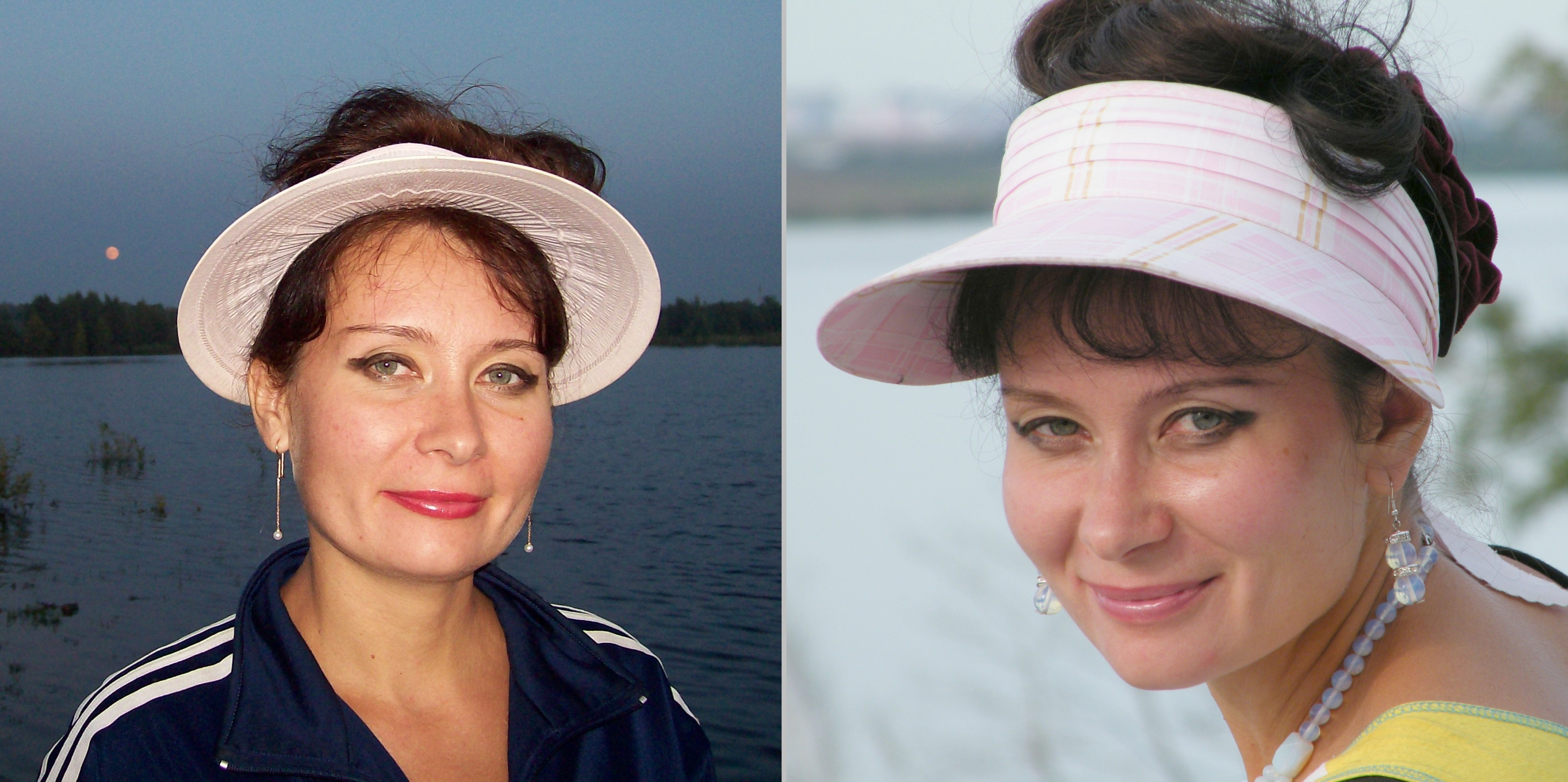
Влияние фокусного расстояния на глубину резкости и перспективные искажения:
Слева — фокусное расстояние объектива 35 мм, справа — 400 мм.

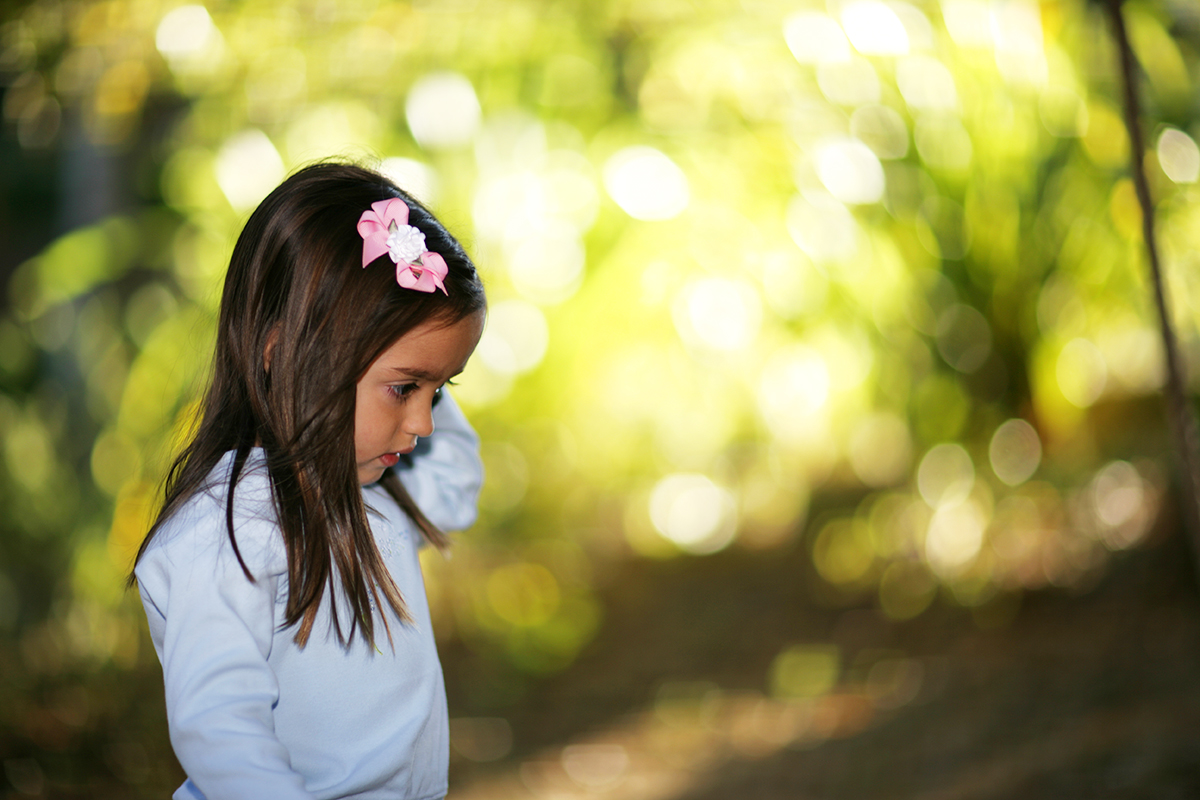
Снимок, сделанный портретным объективом с фокусным расстоянием 85 мм при относительном отверстии f/1,2

Примеры недорогих объективов, которые можно использовать с малоформатными камерами в качестве портретных:
- Canon EF 2,8/135; Canon EF 1,8/85;
- Nikkor 2,0/85; Nikkor 2,5/105;
- Sony 2/100;
- Sigma 1,4/85;
- Tamron 2,8/90;
- «Гелиос-40-2» (1,5/85; лин/мм: 32 центр, 16 край; резьбовое соединение M42×1);
- «Юпитер-9» 2/85;
- «Юпитер-11А» (4/135; адаптер);
- «Юпитер-37A» (3,5/135; адаптер);

Профессиональные портретные объективы на малоформатный кадр:
- Carl Zeiss 1,4/85 Planar T *;
- Leica 2,0/90 APO SUMMICRON (байонет Leica M и байонет Leica R);
- AF DC Nikkor 2,0/135; AF DC Nikkor 2,0/105; AF-S Nikkor 1,4/85 G;
- Canon EF 1,2/85L USM II;
- Sony Carl Zeiss 1,4/85 SAL T* ZA (байонет А);
- Sony STF 135mm f/2.8 T4.5
- Sony Carl Zeiss Sonnar T* 135/1,8 ZA
- Samyang 1,4/85 IF — 2009 г.;

Примеры объективов для среднеформатных камер:
- Carl Zeiss Jena Biometar (2,8/120 байонет Б),
- Carl Zeiss Jena Sonnar (2,8/180 байонет Б),
- «Вега-28Б» (2,8/120; байонет Б),
- «Калейнар-3» (ARSAT MC) (2,8/150 байонет Б или байонет В),